# 泰国影评人协会奖
泰国影评人协会奖是由来自杂志、报纸、广播、电视等各领域的影评人组成的泰国曼谷影评人协会每年向泰国电影制作行业颁发的电影相关奖项。奖项的圆形和方形底座上的设计为金字塔形状，带有尖端、顶端的意味。

## 颁发奖项

### 主要奖项
- 最佳影片奖（1990年至今）
- 最佳导演奖（1990年至今）
- 最佳男主角奖（1990年至今）
- 最佳女主角奖（1990年至今）
- 最佳男配角奖（1990年至今）
- 最佳女配角奖（1990年至今）
- 最佳原创剧本奖（1990年至今）
- 最佳剪辑奖（1990年至今）
- 最佳制作设计奖（1990年至今）
- 最佳主题曲奖（2011年至今）
- 最佳新人奖（2013年至今）

### 特别奖项
- 终身成就奖（1991年至1994年，2001年至今）